# 875ノース・ミシガン・アベニュー
875ノース・ミシガン・アベニュー（英語: 875 North Michigan Avenue）、旧名ジョン・ハンコック・センター（英語: John Hancock Center）は、アメリカ合衆国イリノイ州シカゴ市にある超高層ビルである。建築設計会社、スキッドモア・オーウィングズ・アンド・メリルの構造技術者、ファズラー・ラーマン・カーン (Fazlur Rahman Khan、1929年ダッカ生まれのバングラデシュ系アメリカ人) により設計された。シカゴでもウィリス・タワー（旧シアーズ・タワー）と並ぶ、代表的な高層建築物となっている。

## ビルの概要
所在地は市の繁華街、ノースミシガンアヴェニュー875番地。100階建ての超高層ビルは1969年の完成当時、シカゴ一の高さで、ニューヨークのエンパイア・ステート・ビルに次ぐ世界二位の高さだった。2009年現在ではウィリス・タワー、トランプ・インターナショナル・ホテル・アンド・タワー、AONセンターに次ぎシカゴ四位で、全米五位の高層ビルである。ビルの用途はオフィスと商業（レストランなど）、ほか700戸ほどのコンドミニアムがある複合用途で、これらのコンドミニアムの中には世界一階数の高いところにある邸宅も含まれている。
ビルの名は、このビルの開発業者でテナントでもあったジョン・ハンコック生命保険にちなんでいた（社名はアメリカ独立戦争の指導者ジョン・ハンコックにちなむ）。ジョン・ハンコック生命は2013年以来、ビルオーナーとの間の命名権契約は結んでおらず、2018年2月にはビル名からジョン・ハンコックの名を直ちに取り下げるよう要求した。ビルオーナーはビル名を、所在地の番地にちなんで、「875ノース・ミシガン・アベニュー」に改名している。
ビルの95階にはシカゴでも有数の高級レストラン「The Signature Room on the 95th Floor」があり、客はミシガン湖を眺めながらの食事ができる。94階には一般向け展望フロアがある。ハンコックセンターからの眺めやその展望施設は、都心の反対側の金融街にあるウィリス・タワーと双璧をなす。展望フロアにはシカゴ市に関する展示や各方向に見えるものを解説した地図などがあり、展望フロアの一部は金網で保護された屋外になっており観客は地上314mの風を感じることができる。

## 構造・設計
ジョン・ハンコック・センターは、縦横やX字型の分厚いフレームがむき出しになった独特の外観が特徴である。これは建物を支える構造体を隠さずそのままデザインとして外に出す構造表現主義建築の一例であり、外観を見ればこの超高層ビルの重さを支えるチューブ構造や鋼鉄フレームの存在を感じることができる。
ビルの外側に配したフレームで筒状の構造体をつくり、全体を吊るして支えるチューブ構造は、風や地震の揺れからビルを守り、ビルの軽量化や100階以上への超高層化を可能とする技術的アイデアであり、その後完成したワールドトレードセンターやAONセンターもこの構造を採用している。特にこのビルでは縦方向や横方向のほか、さらにX字型のフレームで補強をしている。これは超高層ビルの構造をより丈夫にし、ビル内部の柱を極力なくしてオフィスに柱が立ち並ぶ事態を避けるための工夫である（柱を減らしてオフィスに賃貸できる面積を増やしたことで経済性も高まった）。
頑丈そうなフレームが壁面を覆う独特の外観はジョン・ハンコック・センターを建築史上でも記念碑的な存在としている。こうした構造表現主義的・ハイテク建築的手法は、1980年代以降香港上海銀行・香港本店ビルなどを手がけたノーマン・フォスターらが多用しているが、構造エンジニアでもあったファズラー・カーンがその先駆的役割を果たした。
超高層ビルではエレベーターが上層階から1階までの間の各階に停まることで乗る時間が増えること、待ち時間解消のためにエレベーターの数が増えてエレベーターシャフトに面積の多くが割かれることなどの問題があったが、ジョン・ハンコック・センターでは44階に「スカイロビー」を設けることで一挙に問題解決を図ろうとした。これも後のワールドトレードセンターなど多くの超高層ビルに採用されている。45階から92階までのコンドミニアムには1階や駐車場階からのエレベーターはなく、まずは44階にあるスカイロビーに直行する急行エレベーターに乗り、スカイロビーでコンドミニアム用のエレベーターに乗り換えるという手法を取ることで、低層のオフィス階と高層の住宅階のためのエレベーターシャフトを一本にまとめることが可能になった。スカイロビーにはコンドミニアム住民のための共用施設であるパーティールーム・図書室・郵便受け・商店・ジムなどが設けられた。特に、ジムに設けられたプールは、アメリカで一番高い階にある屋内プールとなった。
内装は1995年に一新され、ロビーにトラバーチンや模様入り大理石が張られるなどした。ビル外側の楕円状の公開空地は、季節の草花や3.7m（12フィート）の滝がある市民の憩いの場になっている。ビル上方は夜になると白くライトアップされシカゴ全域から見ることができ、さらに祝日ごとにライトアップの色が変わる。

## その他

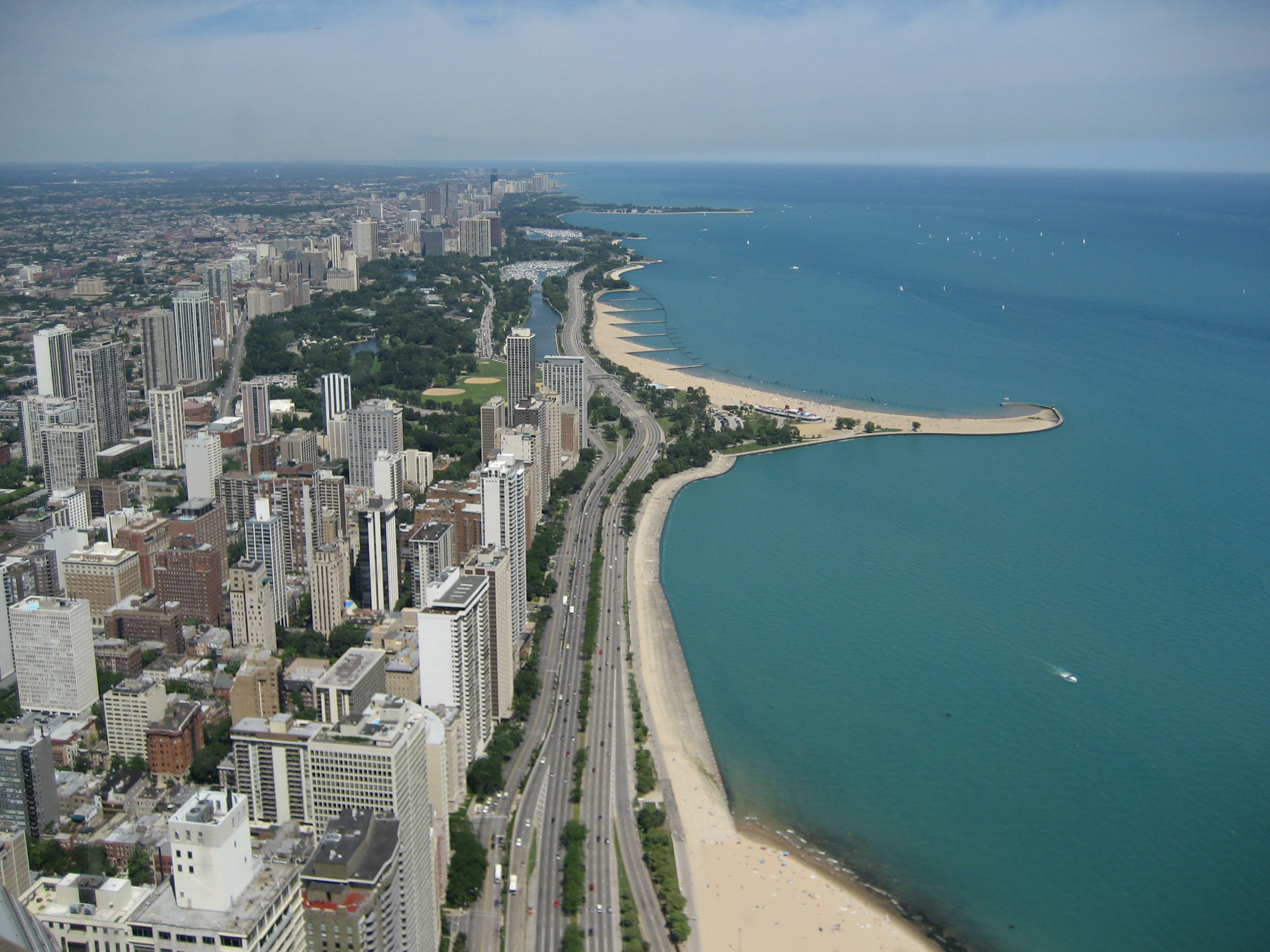
ビル展望台から見たミシガン湖

- 1997年12月18日、サタデー・ナイト・ライブのレギュラーだったコメディアン・映画俳優のクリス・ファーレイは、ジョン・ハンコック・センターにあった自宅内にてドラッグのオーバードースで死亡した。
- 2002年3月9日、時速100km(風速約28m/s)の強風で引きちぎれた窓掃除用のスイング・ステージの一部が43階から落下し、下の自動車を押しつぶして2台にいた3人が死亡した。残る部分は強風で揺れてビル外壁に何度もぶつかり、外壁材や窓ガラスを粉々にして地面に落下させるなどの被害が出た。
- 2006年12月10日、ジョン・ハンコック・センターはサンフランシスコの不動産業者Shorenstein Properties LLC からゴールドマン・サックスに3億8500万ドルで売却された。この業者は1998年に2億2000万ドルでビルを買っていた。
- 2018年11月16日、エレベーターのケーブルが切れたため、乗客6人を乗せたかごが95階から11階まで落下した。なお全員無事であった[3]。
- 毎年2月最終日曜日には、恒例の行事として、ミシガンアヴェニューから94階の展望台まで階段を駆け上がるレース『Hustle up the Hancock』が開催される。レースはアメリカ肺協会シカゴ大都市圏支部に対するチャリティーとして行われる。これまでの記録は、道路から94階まで走って9分39秒である。